# Thorsten Pihl
Carl Thorsten Pihl, född 2 augusti 1866 i Rödeby församling i Blekinge län, död 9 april 1948, var en svensk präst. 
Pihl föddes som son till lantbrukare Lago Pihl och Selma Rosenlöf och avlade teoretisk och praktisk teologisk examen vid Uppsala universitet 1890. Han blev domkyrkoadjunkt i Uppsala 1893, kapellpredikant i Ljusne kapellförsamling 1896 och var kyrkoherde i Karlskrona stadsförsamling 1908–1947. Han var även fängelsepredikant 1917–1926 och blev kontraktsprost 1922.
Pihl var ordförande i Karlskrona stads folkskolestyrelse 1916–1931 och i barnavårdsnämnden 1916–1940. Han var stiftsombud i missionsstyrelsen 1908–1938, religionslärare i skeppsgosseskolan 1914–1916 och inspektör för barnhemmet för flickor i Karlskrona 1927. Han var ordförande i Blekinge barnavårdssällskap 1930–1933, Karlskrona föreläsningsförening, Karlskrona stadsbibliotek till 1939 och i kyrkofullmäktige. Han var hedersordförande i Blekingekretsen av Lunds stifts kyrkliga ungdomsförbund, ordförande i Karlskrona stadsförsamlings kyrkliga ungdomskrets, i sällskapet Jultomtarna till 1939, i föreningen för barnbespisning och skollovskolonier och i föreningen för troget tjänstefolk. Han utgav predikningar och uppsatser samt skrev söndagsbetraktelser i Karlskrona-Tidningen.
Under sin tid i brukssamhället Ljusne utmärkte sig Pihl genom sina ställningstaganden för arbetarna i frågor rörande arbets- och bostadsförhållanden och dylikt. Han föll därvid i onåd hos överheten, i synnerhet grevinnan Wilhelmina von Hallwyl, som kallade honom "den störste socialisten på Ljusne".
Pihl ingick 1897 äktenskap med Elisabeth Hultkrantz, dotter till professor Klas Adolf Hultkrantz och friherrinnan Ingeborg Rappe.